# Evelyn García
Evelyn Yesenia García Marroquín (Santa Ana, 29 de diciembre de 1982) es una ciclista salvadoreña.
Durante su adolescencia practicó a nivel aficionado el atletismo, natación, baloncesto, béisbol y triatlón; al cumplir quince años de edad se inició en el ciclismo, deporte que siguió practicando hasta el nivel profesional. Tras algunas medallas, obtiene en 2003 el derecho de participar en los Juegos Olímpicos de Atenas 2004, convirtiéndose en la segunda ciclista salvadoreña en asistir a unos juegos olímpicos; en dichos juegos alcanzó la trigésima tercera posición.
En junio de 2007, en Sudáfrica, Medalla de oro 3000 m persecución individual + Medalla de plata en prueba por puntos; con lo que obtuvo el derecho de participar en los Juegos Olímpicos de Pekín 2008. Meses después de su clasificación, fue operada de una hernia discal en el Hospital de Diagnóstico de San Salvador, el 18 de diciembre. La recuperación tuvo una duración de un mes, reincorporándose al entrenamiento específico en enero, con objetivo directo en los juegos olímpicos de Beijín. Para dichos entrenamientos y para la asistencia a los juegos olímpicos, cuenta con el apoyo económico del Comité Olímpico de El Salvador y General Electric como patrocinador oficial.
El año 2011 participa en los Juegos Panamericanos de Guadalajara, México, y en la modalidad de contrarreloj individual ha logrado la medalla de plata. Posteriormente el año 2015 participa en los Juegos Panamericanos de Toronto, Canadá. En la modalidad de contrarreloj individual logra alzarse con la presea de bronce.

## Palmarés en ruta
2004
- Vuelta a El Salvador, más 3 etapas

2006
- Campeona Nacional de El Salvador en Ruta
- Campeona Nacional de El Salvador en Contrarreloj
- 1 etapa de la Vuelta a El Salvador

2007
- Campeona Nacional de El Salvador en Ruta
- Campeona Nacional de El Salvador en Contrarreloj
- Vuelta a El Salvador, más 3 etapas

2009
- Campeona Nacional de El Salvador en Ruta
- Campeona Nacional de El Salvador en Contrarreloj
- Vuelta Femenina a Costa Rica, más 3 etapas
- Vuelta Femenina a Guatemala, más 2 etapas

2010
- Campeona Nacional de El Salvador en Ruta
- Campeona Nacional de El Salvador en Contrarreloj
- Vuelta Femenina a Costa Rica, más 3 etapas

2011
- Campeona Nacional de El Salvador en Ruta
- Campeona Nacional de El Salvador en Contrarreloj
- 2.º en el Campeonato Panamericano en Ruta

2012
- Gran Premio GSB en el marco de la Vuelta a El Salvador

2013
- Campeona en los Juegos Deportivos Centroamericanos en Contrarreloj
- 1 etapa de la Vuelta Femenina a Costa Rica

2015
- Campeona Nacional de El Salvador en Ruta
- Campeona Nacional de El Salvador en Contrarreloj

## Distinciones individuales[1]
- Novata del Ciclismo Espiga Dorada ILC/CID del año 1999
- Estrella del Ciclismo Espiga Dorada ILC/CID en 2001, 2002, 2003, 2004 y 2005.
- Águila de Oro y Súper Águila INDES 2003 y 2004.